# 噶丹泽旺
噶丹泽旺（藏語：བཤད་སྒྲ་དབང་ཕྱུག་རྒྱལ་པོ，威利转写：dgav-ldan-tshe-dbang-dpal-bzang-boo；Galdan Chhewang；生卒年月不详）一译噶丹次旺拜桑布、噶尔丹策旺、甘丹次旺，蒙古和硕特部王族成员，达赖汗的堂弟（另一说为堂兄）、扎什伦布寺僧。

## 生平
明朝末年（1626年），与拉达克相邻的古格国王赤·扎西扎巴德，改变祖先尊奉藏传佛教的传统，允许葡萄牙籍天主教传教士神甫安东尼奥·德尔·安德拉德等人（化装成商人从印度翻越玛那山口潜入）在境内传教。传教士不仅处处攻击佛教，并于1626年借助古格国王的支持，拆毁民房、修建起西藏历史上第一座天主教堂，从印度召来更多的传教士，并试图劝说古格国王夫妇正式改信天主教，强迫喇嘛还俗等，由此引起了出家为僧的国王之弟扎达的反感，领导虔诚信仰佛教的当地藏人起来反抗。拉达克国王僧格朗嘉（1595年－1645年）应古格当地佛教徒之邀，于1635年派兵攻入古格，杀死国王，驱逐传教士，曾经作为西藏文明之中心的古格王朝至此灭亡。
僧格朗嘉占领古格以后，委派自己的儿子因陀罗菩提南杰（Indara-bhoti-rnam-rgyal）统治古格地区。僧格朗嘉并继续派兵至西热、嘉嘉（现约在日喀则地区范围内）一带，强迫当时的西藏末代藏巴汗丹均旺波（Kar ma bstan skyong dbang po）交纳金银、茶叶纳贡。17世紀後期，僧格朗嘉的孙子德雷南杰（Delegs Namgyal，1675年－1705年在位），乘西藏与不丹交战之际，挥兵攻占了古格、普兰等地，德雷南杰在不丹和西藏格魯派的爭端中支持同宗竹巴噶举派（vbrug-pa-bkav-rgyud）的不丹 ，他以支持不丹的名义加紧打击在古格的格鲁派僧人和寺院，宣称要把格鲁派驱除出阿里地区，并准备出兵东进，在军事上呼应不丹打击格鲁派，引发拉达克战争。

## 出征拉达克
1679年，五世达赖喇嘛及其爱徒第巴桑结嘉措、持教法王达赖汗命令噶丹泽旺（dgav-ldan-tshe-dbang，达赖汗的堂弟、扎什伦布寺僧）率领蒙藏联军反击拉达克王的入侵，收复失地。藏文文献记载，噶丹泽旺笃信格鲁派，极有胆略，当时正在扎什伦布寺出家为僧。五世达赖喇嘛对他面授机宜，亲手授予他护身符、护法神幢，对他寄以莫大的期望。噶丹泽旺亦表示愿意遵命而行，但是考虑到参与征战必定要杀害生灵，所以便提出要退戒还俗，才能够率兵出征，在得到五世达赖喇嘛同意后，向自己的堪布退还了戒律和袈裟。他从藏北的纳木错湖畔征集了2500名蒙古骑兵，向阿里进发。噶丹泽旺进抵萨噶地方时，得到在此处任职的颇罗鼐的祖父阿松的配合支持，征调了一些当地的武装一同出征。
噶丹泽旺带领的蒙藏近万人的军队，大获全胜，击败长期（40余年）占据阿里的拉达克军队，并挥兵攻入其都城——列城。拉达克王及其臣下不甘心失败，请求克什米尔的巴恰王（pa-chavi-rgyal-po）出兵援助。克什米尔王派其子菲戴汗〔Fidai Khan〕率军来到比图（spi-thub）地方和蒙藏联军交战。蒙藏联军仍取得胜利，但并未取得很大优势。此后，主巴噶举派的活佛巴萨姆旺布（vbrug-pa-sprul-sku-dpag-bsam-dbang-po）前来斡旋，蒙藏联军后勤供应困难，也不想继续追击，于是交战双方罢兵。拉达克王德列南嘉前来噶丹泽旺将军处认错，叩头赔礼。噶丹泽旺将列城、比图、赤斯（krig-se）等7处碉楼、土地、财产归还给拉达克王，并要求拉达克方面发誓保证今后不再危害而要敬奉格鲁派，并要善待众属民。噶丹泽旺还把生活在阿里地区的吐蕃赞普后裔洛桑白玛（blo-bzang-pad-ma）委任为王，拨给他1000户百姓。此外，还令阿里地区的达布噶举派和宁玛派的各个寺院仍照以前的规矩奉行本派教法，不得对其扰害。对阿里地区的格鲁派的各个寺院，已破败者进行修葺，未破败者则加以扩展。双方还约定，拉达克王每年要向西藏进贡致谢，向达赖喇嘛的商上缴纳10钱黄金和10两藏红花，10匹霍索布料（hor-zhog）及1匹颇达布料（bab-sta）；西藏方面则为拉达克进贡的使团发放路费，派驮畜200头、马15匹等帮助运输。自此时开始，阿里地区又重新归属西藏地方政府管辖。《颇罗鼐传》记载说，噶丹泽旺在战争胜利后留下数百名蒙古兵丁驻守阿里，带领其他的军队返回。

## 统治阿里
噶丹泽旺是甘丹颇章政权委任的第一任堆噶本（阿里总管）。他于1682年到1688年在阿里地区任总管，按照甘丹颇章政权的制度，在阿里地区建立行政制度，设立驻军和委任宗本的制度，改变了阿里地区一直由土王统治的局面，对于加强阿里地区和前藏、后藏的联系作出了开创性贡献。从他以后，西藏地方政府向阿里地区派驻堆噶本 ，并委任各宗的宗本，形成了定制，直至1959年民主改革时为止。

## 外部連結
- https://web.archive.org/web/20140201232933/http://club.china.com/data/thread/1011/2457/91/56/3_1.html